# Chunchinakoppa, Shikarpur
Chunchinakoppa là một làng thuộc tehsil Shikarpur, huyện Shimoga, bang Karnataka, Ấn Độ.